# Anders Høvyvik Hidle
Anders Høvyvik Hidle (23 luglio 1979) è un chitarrista, cantante e compositore norvegese, famoso per essere membro della gothic metal band Tristania.
Egli è componente del gruppo fin dalla sua fondazione, avvenuta nel 1996, ed è il chitarrista principale del gruppo. Anders è anche compositore e perciò ha contribuito in modo portante all'evoluzione musicale dei Tristania (per cui recentemente si cimenta anche in parti cantante in growl).